# Fan Noli
Theofan (Fan) Stilian Noli (n. 6 ianuarie 1882, İbriktepe⁠(d), Edirne, Turcia – d. 13 martie 1965, Fort Lauderdale, Florida, SUA) a fost un episcop ortodox și om politic albanez, care a îndeplinit funcția de prim-ministru și regent al Albaniei (1924).